# Rocquigny (Ardenas)
Rocquigny é uma comuna francesa na região administrativa de Grande Leste, no departamento das Ardenas. Estende-se por uma área de 36,85 km². Em 2010 a comuna tinha 701 habitantes (densidade: 19 hab./km²).